# موسی‌خان قاجار
موسی‌خان قاجار پسر امیرقاسم خان قاجار( ملقب به  قبازری و  ظهیرالدوله)(محمدقاسم خان ظهیرالدوله)، برادر مهدعلیا و دایی ناصرالدین‌شاه قاجار بود.
او پس از فوت برادرش عیسی‌خان والی که اعتمادالدوله لقب داشت، ملقب به اعتمادالدوله شد. موسی‌خان دو پسر به نام‌های علیرضاخان عضدالملک، نایب‌السلطنه احمدشاه قاجار و محمدمهدی‌خان داشت. از محمدمهدی‌خان ۱۰ پسر و ۱۳ دختر باقی ماند.